# Liogenys bidenticeps
Liogenys bidenticeps är en skalbaggsart som beskrevs av Moser 1919. Liogenys bidenticeps ingår i släktet Liogenys och familjen Melolonthidae. Inga underarter finns listade i Catalogue of Life.